# Haywardina rustica
Haywardina rustica är en fjärilsart som beskrevs av Butler 1868. Haywardina rustica ingår i släktet Haywardina och familjen praktfjärilar. Inga underarter finns listade i Catalogue of Life.